# Мовний варіант
Мовний варіант — одна з офіційно закріплених версій плюрицентричні мови, як правило, виникає в тому випадку, коли одною і тою ж мовою користуються різні народи, як правило, виникли в хронологічній послідовності на основі одного етнокультурного джерела. Мовні варіанти найістотніше вплив роблять на вивчення і еволюцію найбільших, територіально найпоширеніших мов світу, тому що найчастіше є рідними для кількох народів в цілому ряді держав. Найбільшою кількістю повноцінних і досить відособлених мовних варіантів відрізняються іспанська, англійська, німецька, португальська мови і, а серед азійських — малайська мова, арабська мова.

## Походження
Мовні варіанти — в більшості своїй наслідок європейської (і не тільки) колонізації континентів і заморських, відокремлених регіонів вихідцями з метрополії. У найтиповіших випадках (Північна і Південна Америки), колонізація регіонів з метрополії мала місце в певний період часу (як правило XVI—XIX століття), завдяки чому поширення мови в новому регіоні має свої особливості. Вона має чіткий «привнесений» характер, як правило базується на мовленні столиці часів початку колонізації або говорах тих регіонів метрополії, звідки прибула найбільша кількість мігрантів. В умовах відсутності телекомунікації в цей період, ослаблення припливу мігрантів з метрополії, воєн за незалежність, іншомовних впливів тощо. Між мовою колоній і метрополій накопичується значна кількість відмінностей, які, однак, внаслідок поновлення контактів в XX—XXI століттях не досягають таких відмінностей, щоб стати різними мовами. Мовні варіанти не варто плутати з діалектами, оскільки останні, як правило, існують всередині як мови метрополії, так і мовних варіантів і, більше того, виражаються в більшості випадків лише в просторіччі, не мають офіційного закріплення (хоча тут є й винятки, наприклад, напівлітературні діалекти італійської, які, втім, можна вважати і окремими мовами, а також німецької, яка до того ж має і мовні варіанти).

## Російська мова
Не завжди, однак, всеохоплююча колонізація призводить до формування мовних варіантів. Так, в російському мовному просторі, незважаючи на наявність заморських територій (наприклад, Сахалін) мовних варіантів до недавнього часу практично не було, що пояснюється недавнім заселенням нових регіонів Сибіру і Далекого Сходу — у часи СРСР, коли вже існувала система масової освіти і густа мережа загальнорадянських ЗМІ. Практично зникли в сучасній російській і діалекти, залишивши після себе лише окремі говори. Подібна риса помітно відрізняє вивчення російської від інших світових мов, які мають значну кількість варіантів.

## Іспанська мова
Значного поширення мовні варіанти присутні всередині іспанської мови. Пояснюється це в першу чергу тим, що на батьківщину іспанської мови — Іспанію — припадає менше 10 % всіх носіїв мови. А між тим іспанською як рідною користується до 450 мільйонів чоловік (розкиданих по великій території понад 20 держав), що більше ніж цифра для англійської (близько 380 мільйонів).
Найвідоміші офіційно закріплені іспанські мовні варіанти існують в Мексиці, Аргентині, на Кубі, в Колумбії і т. д., і, звичайно, в самій Іспанії.
- Іспанська мова в Мексиці, що виникла на основі літературного іспанської мови XVI століття з низкою індіанських впливів в лексиці
- Іспанська мова в Аргентині, що виникла не без фонетичного і інтонаційного впливу італійської мови.
- Іспанська мова на Кубі

Слід зазначити, що, незважаючи на суттєві відмінності між варіантами і діалектами іспанської (в першу чергу — лексичні та фонетичні, меншою мірою граматичні), взаєморозуміння між ними зберігається на більш високому рівні, ніж в інших мовах з подібною ситуацією. Як не дивно, значну роль у збереженні взаєморозуміння грають популярні латиноамериканські телесеріали виробництва Мексики, Аргентини, Колумбії, США, які широко транслюються по всьому іспаномовному регіону і знайомлять глядачів з варіативними особливостями іспанської в кожній з країн.

## Англійська мова
Англійська мова, також відрізняється великим географічним ареалом і значним числом мовців, мовні варіанти також офіційно закріплені в США, Великій Британії, Австралії, Шотландії (що має специфічне фонетичне забарвлення); існують вони на напівофіційному рівні в Індії, Пакистані, ПАРі т. д. (тобто країнах з малою кількістю носіїв англійської як рідної мови).
- Англійська мова у Великій Британії
- Англійська мова в Шотландії
- Англійська мова в Ірландії
- Англійська мова в США
- Англійська мова в Канаді
- Англійська мова в Австралії
- Англійська мова в Новій Зеландії
- Англійська мова в ПАР
- Англійська мова на Карибах
- Афроамериканська англійська

На відміну від іспанської, характерною особливістю англійських мовних варіантів, є їх крайній поділ на діалекти білих (більше наближені до стандарту Великої Британії) і креолізовані говірки кольорових, що відрізняються фонетикою, біднішою лексикою тощо, що є наслідком широкої практики сегрегації в минулому, слабким поширенням міжрасових контактів, прихованими й відкритими проявами расизму з обох боків на всіх рівнях (див. афроамериканці).

## Португальська мова
У португальській мові, як і в іспанській, більшість носіїв проживає в Америці, а не в Португалії, причому абсолютно домінують жителі однієї країни — Бразилії.

## Французька мова
Незважаючи на негласне існування особливого варіанта французької мови в Канаді, зі своєю специфічною фонетикою і лексикою (центром якого є провінція Квебек), адміністрація провінції свідомо не хоче стандартизувати цей варіант, оскільки боїться, що це може привести до остаточного розриву з французькою мовою Франції.

## Голландська та африкаанс
В історії є і приклади того, як мовний варіант поступово перетворюється в окрему мову. Так, до 1925 року в ПАР одною з офіційних залишалася стандартна нідерландська мова, хоча місцеве її наріччя вже досить відокремилося, і згодом отримало міжнародне визнання як мова африкаанс, в якій, як і в англійській і з тих же причин, виділяються діалекти «кольорових» і «білих».